# Crima lordului Arthur Savile
„Crima lordului Arthur Savile” (în engleză Lord Arthur Savile's Crime) este o povestire a scriitorului irlandez Oscar Wilde, publicată pentru prima oară în 1887 în revista The Court and Society Review. Opera literară este o satiră la adresa nobilimii din Epoca victoriană. 

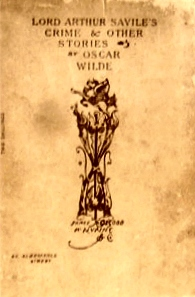
Copertă din 1891 a unui volum de povestiri în care se află şi Crima lordului Arthur Savile.

## Rezumat
Personajul principal al acestei nuvele, lordul Arthur Savile, este prezentat cu ocazia unei serate organizate de Lady Windermere unui ghicitor în palmă pe nume Septimus R. Podgers. Acesta din urmă îi citește în palmă lordului Arthur și îi spune că va fi autorul unei crime. Lordul Arthur urma să se căsătorească cu Sybil Merton, dar decide că nu are dreptul de a face acest lucru înainte de a fi comis crima.
Prima sa încercare are loc asupra unei mătuși îmbătrânite, Clementina, care suferă de arsuri la stomac. Arthur îi dă o capsulă otrăvită, pe care o prezintă ca un remediu medical ce trebuie a fi luat în caz de criză. El pleacă apoi la Veneția. Câteva săptămâni mai târziu, el primește o telegramă din care află că mătușa sa a murit și se întoarce triumfător la Londra; acolo află că ea i-a lăsat proprietatea sa ca moștenire. Sortând lucrurile moștenite de la mătușa lui, el găsește pilula otrăvită care nu fusese înghițită și își dă seama că mătușa lui a murit în mod natural și are nevoie astfel de o nouă victimă.
După un moment de reflecție, el contactează un prieten anarhist rus, care îi procură o bombă ascunsă într-un ceas deșteptător. Arthur trimite ceasul în mod anonim unei rude îndepărtată, decanul de Chichester. Din păcate, dispozitivul exploziv funcționează defectuos, bucurându-l pe fiul decanului care își petrece după-amiezele producând mici explozii inofensive.
Disperat, lordul Arthur crede că planurile sale de nuntă sunt condamnate pentru totdeauna, dar întâlnindu-l întâmplător într-o noapte pe Septimus R. Podgers, pe malurile Tamisei, îl împinge pe chiromantist de pe pod în apa fluviului. Câteva zile mai târziu, un ziar anunță sinuciderea victimei sale, acesta fiind rezultatul anchetei poliției. Considerând că viitorul său a fost asigurat, lordul Arthur poate să se căsătorească în cele din urmă. După câțiva ani, el află că Podgers nu era decât un șarlatan și le spunea amatorilor de chiromanție numai niște minciuni. Rămâne astfel la latitudinea cititorului să stabilească dacă povestea este un rezultat al voinței libere sau al destinului.

## Film
Nuvela a fost baza cele de-a doua părți a filmului în trei părți Flesh and Fantasy (1943).